# Anatolij Mohyljov
Anatolij Volodymyrovič Mohyljov (ukrajinsky Анатолій володимирович Могильов; * 6. dubna 1955 Petropavlovsk-Kamčatskij) je ukrajinský politik ruského etnika a ruského jazyka. V letech 2011–2014 působil jako předseda vlády Autonomní republiky Krymu. Předtím v letech 2011–2014 byl ministrem vnitra Ukrajiny ve vládě Mykoly Azarova.
Nechvalně proslul svými rasistickými výroky na úkor krymských Tatarů; byl rovněž přívržencem srvženého prezidenta Janukoviče.